# Cellarinella terminata
Cellarinella terminata är en mossdjursart som beskrevs av Hayward och Winston 1994. Cellarinella terminata ingår i släktet Cellarinella och familjen Sclerodomidae. Inga underarter finns listade i Catalogue of Life.